# 土耳其分離主義運動

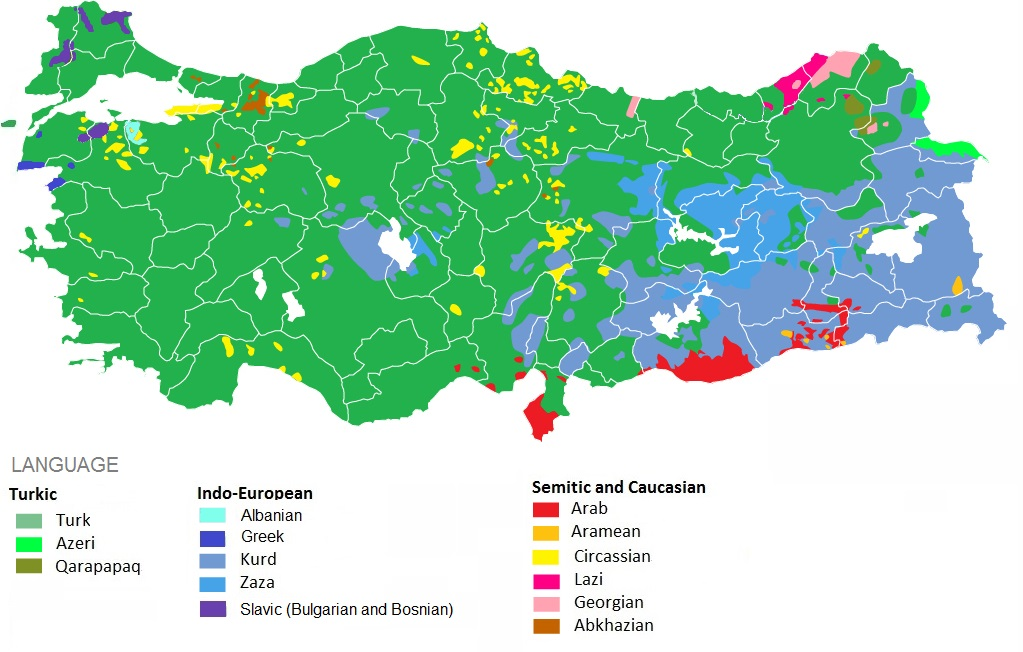
土耳其的少數族裔（语言分离主义）

土耳其分離主義運動是土耳其國內部分少數族裔希望脫離土耳其，建立獨立國家的運動。目前土耳其國內主要的分離主義運動有庫爾德人的獨立運動和西亞美尼亞的亞美尼亞人獨立運動。